# Coenraad Johannes van Houten
Pour les articles homonymes, voir Van Houten.
Coenraad Johannes van Houten (né à Amsterdam le 15 mars 1801 et mort à Weesp le 27 mai 1887) est un chimiste néerlandais, fabricant de chocolat. En 1828, il fait breveter une méthode économique pour presser la graisse de grains de cacao torréfiés. 

## Biographie
Son père ouvre une fabrique de chocolat dans la ville de Weesp alors que Coenraad Johannes van Houten a 14 ans.
La pâte de cacao préparée à l’époque contient 55 % de graisse végétale ce qui rend le chocolat difficile à digérer. Son procédé, qu’il invente en 1828, permet ainsi de rendre le chocolat beaucoup plus digeste en réduisant de moitié la quantité de graisse. Il améliore encore la recette par adjonction dans la pâte de cacao de sels alcalins tel le potassium ou le carbonate de sodium, procédé d'alcalinisation connu sous le nom de « dutching (en) » qui permet d'obtenir une poudre plus aisément soluble dans l'eau ou le lait pour faire une boisson chocolatée, sans être obligé de râper du chocolat solide.
Le fils de Coenraad, prénommé Casparus Johannes (1844-1901), employé chez son père depuis 1865, avait un don pour le marketing et a grandement contribué à la croissance de l'entreprise. Des publicités pour Van Houten pouvaient être trouvées sur les tramways à travers l'Europe et les États-Unis. Dès 1899, Van Houten est en outre le premier chocolatier à produire un film commercial : celui-ci dépeignait un employé endormi qui se retrouvait miraculeusement en pleine forme après avoir mangé du chocolat.  
L'usine Van Houten a permis à la ville de Weesp de prospérer très fortement: sa population a doublé dans la seconde moitié du XIXe siècle. Casparus Jr. avait fait construire une villa Jugendstil de 99 chambres à Weesp, par le célèbre architecte Abraham Salm (1857–1915), dont les travaux commencèrent en 1897 mais qui ne furent pas achevés avant 1901, l'année de sa mort. 
La compagnie Van Houten a été vendue en 1962 à W.R. Grace, et l’usine de Weesp ferma en 1971. La marque Van Houten a été ensuite transférée plusieurs fois, récemment[Quand ?] de l’allemand Jacobs Suchard à Philip Morris.